# مارك نوبل (دراج)
مارك نوبل (بالإنجليزية: Mark Noble)‏ هو دراج بريطاني، ولد في 23 مايو 1963 في هانوفر في ألمانيا.

## وصلات خارجية
- مارك نوبل على موقع أرشيف الدراجات (الإنجليزية)
- مارك نوبل على موقع أوليمبيديا (الإنجليزية)